# Cannibal (EP Kesha)
Cannibal è il primo extended play della cantante statunitense Kesha, che è stato pubblicato il 19 novembre 2010 in Australia e il 22 novembre 2010 negli Stati Uniti. L'EP è un seguito al suo album di debutto, Animal, pubblicato nel gennaio dello stesso anno. Inizialmente le canzoni nell'EP avrebbero dovuto essere pubblicate esclusivamente nell'edizione deluxe di Animal, ma alla fine s'è deciso di metterle in commercio anche in un disco a parte.
Kesha ha lavorato con vari autori e produttori musicali, come Dr. Luke, Benny Blanco, Ammo, Max Martin e Bangladesh. La tracklisting dell'EP è stata resa disponibile sul sito amazon.com. L'EP è entrato alla quindicesima posizione della classifica statunitense vendendo circa 74 000 copie nella sua prima settimana. Ha finora venduto 303 000 copie negli Stati Uniti.

## Produzione
Originariamente pianificato come una riedizione dell'album Animal, è stato deciso che Cannibal sarà pubblicato anche a parte come EP. L'EP è stato definito "un compagno di nove tracce" per Animal. Cannibal avrebbe inizialmente dovuto contenere dalle quattro alle otto tracce, ma alla fine s'è deciso di inserirne nove, sette delle quali inediti, più una presente nell'edizione giapponese di Animal (C U Next Tuesday) e un remix di una canzone, anch'essa precedentemente pubblicata, questa volta nell'edizione non americana dell'album.
Kesha ha affermato: "quest'anno è stato carnivoro e pieno di cambiamenti di vita. Ho i miei chiassosi, fantastici fan da ringraziare per avermi portata sul percorso della vita, l'unico obiettivo che voglio raggiungere attraverso questo disco è quello di continuare a farli scatenare. Le canzoni su Cannibal sono state fatte per invitare la gente ad ignorare le avversioni e i giudizi degli altri e ad essere loro stessi sempre e comunque. È il perfetto seguito per Animal e spero che a voi tutti piaccia. E se non vi piace, mordetemi."
La registrazione dell'album è avvenuta nel settembre del 2010 ai Conway Recording Studios di Los Angeles con Dr. Luke come produttore musicale. Come nel suo album di debutto, Kesha ha lavorato con autori e produttori musicali come Dr. Luke, Ammo, Benny Blanco e Max Martin. Al contrario di Animal però a Cannibal ha contribuito anche il produttore Bangladesh. Ha detto che ha voluto il suo aiuto perché voleva "aggiungere un tocco più duro alla sua musica". Kesha ha registrato la maggior parte dell'EP nel periodo di due settimane con vari produttori. Ha detto che attraverso Cannibal vuole trasmettere "musica buona, positiva, ballabile". Ha aggiunto: "Mi sento come se stessi creando questo (spero) giovanile e irriverente movimento per i ragazzi, per l'adolescenza. Mi sento come se i genitori non capissero, ma i ragazzi sì. E si meritano d'avere altra buona musica."

## Tracce
1. Cannibal – 3:14 (Kesha Sebert, Joshua Coleman, Mathieu Jomphe, Pebe Sebert)
2. We R Who We R – 3:24 (Kesha Sebert, Lukasz Gottwald, Benjamin Levin, Joshua Coleman)
3. Sleazy – 3:25 (Kesha Sebert, Lukasz Gottwald, Benjamin Levin, Shondrae Crawford, Klas Åhlund)
4. Blow – 3:40 (Kesha Sebert, Lukasz Gottwald, Benjamin Levin, Klas Åhlund, Max Martin, Allan Grigg)
5. The Harold Song – 3:58 (Kesha Sebert, Joshua Coleman)
6. Crazy Beautiful Life – 2:50 (Kesha Sebert, Lukasz Gottwald, Max Martin, Pebe Sebert)
7. Grow a Pear – 3:28 (Kesha Sebert, Lukasz Gottwald, Benny Blanco, Max Martin)
8. C U Next Tuesday – 3:45 (Kesha Sebert, David Gamson, Marc Nelkin)
9. Animal (Billboard Remix) – 4:15 (Kesha Sebert, Lukasz Gottwald, Greg Kurstin, Pebe Sebert)

## Classifiche
| Classifica (2010) | Posizione massima |
| ----------------- | ----------------- |
| Austria           | 67                |
| Canada            | 14                |
| Giappone          | 50                |
| Grecia            | 35                |
| Irlanda           | 17                |
| Nuova Zelanda     | 22                |
| Regno Unito       | 22                |
| Stati Uniti       | 15                |
| Ungheria          | 38                |

### Classifiche di fine anno
| Classifica (2011) | Posizione |
| ----------------- | --------- |
| Stati Uniti       | 69        |

## Date di pubblicazione
| Paese         | Data             | Etichetta |
| ------------- | ---------------- | --------- |
| Australia     | 19 novembre 2010 | RCA       |
| Germania      | 19 novembre 2010 | RCA       |
| Nuova Zelanda | 22 novembre 2010 | RCA       |
| Stati Uniti   | 22 novembre 2010 | RCA       |
| Regno Unito   | 31 gennaio 2011  | Columbia  |